# 熊田聖亜
熊田 聖亜（くまだ せあ、2001年7月18日 - ）は、日本の元女優。東京都出身。元モンドラナエンタテインメント所属。妹は熊田胡々。

## 人物
- 趣味はバレエ、パソコン[3]、モノポリー。特技は算数[1]。

## 出演

### 映画
- 僕の初恋をキミに捧ぐ（2009年、東宝）種田繭（幼少） 役
- 曲がれ!スプーン（2009年、東宝）桜井米（幼少） 役
- パラダイス・キス（2011年、ワーナー・ブラザース）早坂紫（幼少） 役
- さや侍（2011年、松竹）たえ 役

### 劇場アニメ
- 映画 プリキュアオールスターズNewStage みらいのともだち（2012年、東映）フーちゃん 役

### テレビドラマ
- スリルな夜・子育ての天才（2007年、フジテレビ）東久美 役
- 流星の絆（2008年10月17日 - 12月19日、TBS）有明静奈（幼少期） 役
- オルトロスの犬（2009年7月24日 - 9月25日、TBS）長谷部澪 役
- 外科医鳩村周五郎・血ぬられた挑戦状II（2009年8月28日、フジテレビ）鈴木真里菜 役
- 仮面ライダーW（2010年、テレビ朝日）リリィ白銀(幼少期) 役
- 同窓会〜ラブ・アゲイン症候群（2010年4月 - 6月、テレビ朝日）西川真奈（西川陽子〈斉藤由貴〉の娘） 役
- Dr.伊良部一郎 第5話（2011年2月27日、テレビ朝日）袖衣 役
- 水戸黄門第43部 第3話（2011年7月18日、TBS）おこま 役
- ミエルオンナ月子 〜真夏の夜のコワーイ話〜（2011年8月26日、日本テレビ）井沢望 役
- ランナウェイ〜愛する君のために（2011年10月27日 - 12月22日、TBS）宮本サクラ 役
- 宮部みゆきミステリー パーフェクト・ブルー 第8話（2012年11月26日、TBS）麻生亜紀恵（幼少期） 役
- 確証〜警視庁捜査3課 第5・6話（2013年5月13日・20日、TBS）倉田晴菜 役
- ねじれた絆 赤ちゃん取り違え事件 42年の真実（2013年10月11日、フジテレビ）稲福美由紀（島袋美由紀） 役
- ホワイト・ラボ〜警視庁特別科学捜査班〜 第6話（2014年5月19日、TBS）奥貫遥 役

### その他のテレビ番組
- それいけ!アンパンマンくらぶ（2007年 - 2008年、BS日テレ）
- からだであそぼ（2008年、NHK教育）金曜レギュラー

### CM
- アガツマ『マイメロディ ショッピング』『おしゃべりあいうえお教室』（2007年）
- マクドナルド あげない編（2007年）
- セガトイズ でるでるハンバーガー（2007年）
- イオンセレブレイトスーツ（2008年）
- すき家 牛丼まつり（2008年）
- ウィズランド たのしーバスタイム（2008年）
- ライオン キレイキレイ（2008年）
- 三菱電機 ユニ&エコ 霧ヶ峰（2008年）
- 住友生命（2008年）
- アサヒ緑健 緑効青汁（2008年）
- 日清フーズ マ・マーパスタ（2008年）
- マルハニチロ ゼリーdeゼロ（2008年）
- 東京ディズニーランド ハロウィン2008（2008年）
- 第一三共ヘルスケア 新ルルAゴールド（2008年）
- マクドナルド ハッピーセット ちびまるこ編（2008年）
- 永谷園
  - 松茸の味お吸いもの 雑煮編（2008年）
  - すし太郎 サーモンレタスちらし編（2009年）
  - カレーふりかけ（2009年）
  - おとなのソフトふりかけ（2009年）
  - チャーハンの素（2009年）
  - すし太郎 うなぎで手巻き編（2009年）
  - すし太郎 レタス巻き編（2010年）
  - 彩りごはん ひとりだけカラー篇（2010年）
  - 広東風かに玉 かに玉うちたま篇（2010年）
  - チャプチェ韓国風春雨 チャプチェレポート篇（2011年）
  - 松茸の味お吸いもの 春の味わい篇（2011年）
  - 松茸の味お吸いもの 夏の味わい篇（2011年）
  - 松茸の味お吸いもの 秋の味わい篇（2011年）
  - 煮込みラーメン「伸びないの？」篇（2011年）
- NTTドコモ ドコモ動画「アマルフィー ビギンズ」エントランス篇（2009年）
- セレマ（2013年）